# Avenida Ricardo Cumming
La avenida Ricardo Cumming es una arteria vial ubicada en la ciudad de Santiago de Chile. Se extiende en dirección norte-sur, uniendo las avenidas Libertador Bernardo O'Higgins y Presidente Balmaceda. 
Esta avenida se llamaba antiguamente avenida de los Padres, pero fue rebautizada en honor del comerciante chileno Ricardo Cumming Demne, quien fue fusilado durante la guerra civil de 1891 en un fallido ataque a las fuerzas navales del gobierno del presidente José Manuel Balmaceda.

## Descripción

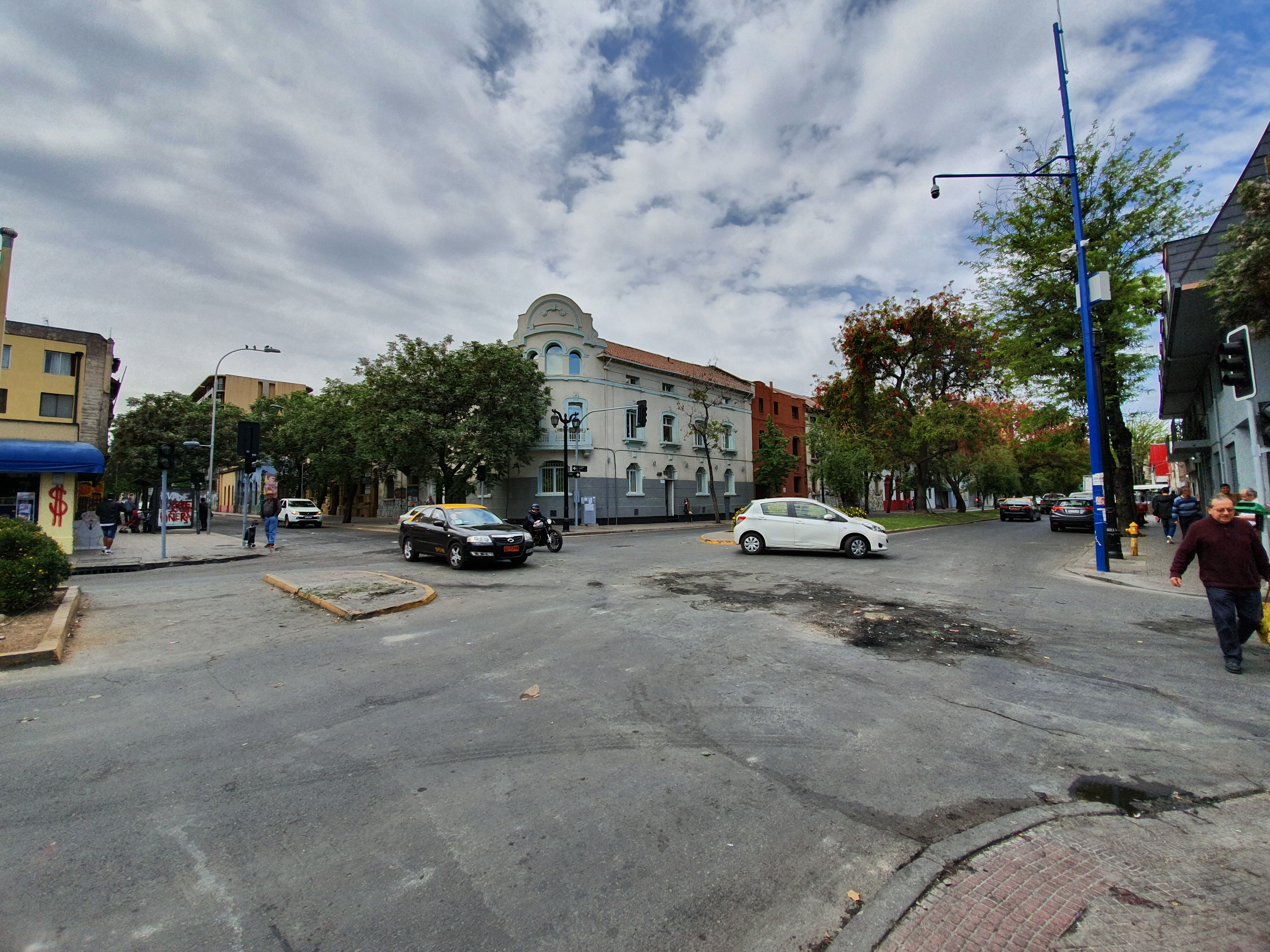
Salida de la estación Cumming tras su incendio, en el marco de las Protestas en Chile de 2019.

La vía se interseca en su extremo norte con la avenida Presidente Balmaceda en las afueras del Parque de Los Reyes. Desde ese punto, inicia su trazado hacia el sur, con un ancho de 2 pistas por sentido, hasta culminar en la Alameda del Libertador General Bernardo O'Higgins. A lo largo de su recorrido, existen 2 estaciones del Metro de Santiago: Cumming, en la Línea 5 y República, en la Línea 1.
La avenida actúa como división entre el barrio Brasil, Yungay y Concha y Toro, en el centro de Santiago. Las principales edificaciones ubicadas en la vía pertenecieron a familias de la clase alta chilena desde el siglo XIX, por lo que existen construcciones de estilo neogótico, neoclásico y tradicional chileno.